# Yukana Nishina
Yukana Nishina (Japans: 仁科有加那) (24 oktober 1989) is een Japans langebaanschaatsster.
In 2008 behaalde ze een bronzen medaille op de 500m op de Wereldbeker schaatsen junioren.
In de periode 2010-2013 startte zij meermalen op de wereldbeker schaatsen.

## Records

### Persoonlijke records[2]
| Afstand    | Tijd    | Datum             | Baan    |
| ---------- | ------- | ----------------- | ------- |
| 500 meter  | 38,12   | 28 januari 2012   | Calgary |
| 1000 meter | 1.15,94 | 29 januari 2012   | Calgary |
| 1500 meter | 2.01,36 | 28 september 2012 | Calgary |
| 3000 meter | 4.25,15 | 13 augustus 2006  | Calgary |

## Resultaten
| Jaar | WK Sprint                | WK Afstanden | WK Junioren      |
| ---- | ------------------------ | ------------ | ---------------- |
| 2009 |                          |              | 500m · 18e 1000m |
|      |                          |              |                  |
| 2011 |                          | 17e 500m     |                  |
| 2012 | 15e (13e, 18e, 17e, 18e) |              |                  |

(#, #, #, #) = afstandspositie op sprinttoernooi (500m, 1000m, 500m, 1000m).